# 드래곤빌리지 2
《드래곤 빌리지 2》(영어: Dragon Village 2)는 하이브로에서 개발된, 2014년 4월 1일에 서비스를 시작한 게임이다. 드래곤빌리지와 같이 드래곤을 수집 및 육성하는 게임이다. 콜로세움을 통한 PVP 시스템을 지원한다. 게임 카드도 있다. 게임에서 쓸 수 있는 아이템카드 1장, 드래곤 카드 4장이 들어있다.(현재 드빌 2는 서비스 종료했다.)